# ۏ
Wāw point suscrit ‹ ۏ › est une lettre additionnelle de l’alphabet arabe qui est utilisée en javanais et malais écrit en jawi. Elle est composée d’un wāw ‹ و › diacrité d’un point suscrit.

## Utilisation
En javanais et malais écrits avec le jawi, ‹ ۏ › représente une consonne fricative labio-dentale voisée [v].
Le dictionnaire turc ottoman de Sami utilise ‹ ۏ › pour noter la voyelle fermée antérieure arrondie écrite ‹ ü › en turc moderne.